# Angenehmes Wiederau
Angenehmes Wiederau, freue dich in deinen Auen! (Agréable Wiederau, réjouis-toi dans tes prairies !), (BWV 30a) est une cantate profane de Johann Sebastian Bach composée à Leipzig en 1737 en hommage à Johann Christian von Hennicke, haut fonctionnaire nouvellement anobli par le comte von Brühl, premier ministre de la Saxe. Von Hennicke venait d'acquérir une propriété comprenant le château de Wiederau et Bach dut fournir cette cantate. La seule exécution de l’œuvre eut lieu le 28 septembre, jour de la prise de possession, au château même, près de Leipzig.
Le texte de la cantate est très certainement de Christian Friedrich Henrici (Picander), librettiste habituel de Bach.
Une partie de la cantate sera réutilisée avec un texte différent dans Freue dich, erlöste Schar (BWV 30).

## Structure et instrumentation
La cantate est écrite pour hautbois d'amour, deux hautbois, deux flûtes traversières, timbales, trois trompettes, deux violons, alto, basse continue avec basson, quatre solistes (soprano Zeit -le temps-, alto Glück -le bonheur-, ténor Elster, basse Schicksal -le destin) et chœur à quatre voix.
Il y a treize mouvements :
1. chœur : Angenehmes Wiederau
2. récitatif (voix solistes) : So ziehen wir
3. aria (basse) : Willkommen im Heil, willkommen in Freuden
4. récitatif (alto) : Da heute dir, gepriesner Hennicke
5. aria (flûte traversière) : Was die Seele kann ergötzen
6. récitatif (basse) : Und wie ich jederzeit bedacht
7. aria (basse) : Ich will dich halten
8. récitatif (soprano) : Und obwohl sonst der Unbestand
9. aria (soprano) : Eilt, ihr Stunden, wie ihr wollt
10. récitatif (ténor) : So recht! ihr seid mir werte Gäste
11. aria (ténor) : So, wie ich die Tropfen zolle
12. récitatif (soprano, basse, alto) : Drum, angenehmes Wiederau
13. chœur : Angenehmes Wiederau